# Lucien Buysse
Lucien Buysse (11 de septiembre de 1892-3 de enero de 1980) fue un ciclista de nacionalidad belga que llegó a ganar el Tour de Francia.
Nacido en Wontergem, Buysse se convirtió en ciclista profesional en 1914, año en el que participó por primera vez en el Tour de Francia aunque no llegó a finalizarlo. Tras la Primera Guerra Mundial volvió a participar en la edición de 1919 del Tour y de nuevo no consiguió finalizarlo. Un año más tarde, en 1920, finalizó tercero en la clásica París-Roubaix y en 1923 finalizó su primer Tour de Francia acabando en la octava posición. En las ediciones de 1924 y 1925 de la ronda francesa tuvo dos destacadas actuaciones finalizando en tercer y segundo lugar respectivamente.
Buysse se proclamó vencedor del tour más largo de la historia con 5745 km recorridos en 17 etapas. El ciclista belga logró el liderato de la prueba en la etapa 10 tras un ataque bajo una gran tormenta en los pirineos franceses y lo mantuvo hasta la etapa final de París.
En total, el ciclista ganó un total de 5 etapas del Tour durante su carrera: 1 en 1923, 2 en 1925 y 2 en 1926.
Forma parte de una familia de ciclistas: sus hermanos Marcel, Cyriel y Jules, así como sus sobrinos Albert y Norbert.

## Palmarés
1921
- 1 etapa de la Vuelta a Bélgica

1923
- 1 etapa del Tour de Francia

1924
- 3.º del Tour de Francia

1925
- 2.º del Tour de Francia, más 2 etapas

1926
- Tour de Francia , más 2 etapas

1927
- Stadsprijs Geraardsbergen
- 1 etapa de la Vuelta al País Vasco

## Resultados en las grandes vueltas
Durante su carrera deportiva ha conseguido los siguientes puestos en las Grandes Vueltas:
| Carrera         | 1913 | 1914 | 1915 | 1916 | 1917 | 1918 | 1919 | 1920 | 1921 | 1922 | 1923 | 1924 | 1925 | 1926 | 1927 | 1928 | 1929 | 1930 |
| --------------- | ---- | ---- | ---- | ---- | ---- | ---- | ---- | ---- | ---- | ---- | ---- | ---- | ---- | ---- | ---- | ---- | ---- | ---- |
| Giro de Italia  | -    | -    | X    | X    | X    | X    | -    | -    | 4.º  | -    | -    | -    | -    | -    | -    | -    | -    | -    |
| Tour de Francia | -    | Ab.  | X    | X    | X    | X    | Ab.  | -    | -    | -    | 8.º  | 3.º  | 2.º  | 1.º  | -    | -    | Ab.  | Ab.  |
| Vuelta a España | X    | X    | X    | X    | X    | X    | X    | X    | X    | X    | X    | X    | X    | X    | X    | X    | X    | X    |